# Берковці (Крижевці)
Берковці (словен. Berkovci) — поселення в общині Крижевці, Помурський регіон, Словенія. Висота над рівнем моря: 190 м.